# Anticipating
Singles de Britney Spears
I Love Rock 'n' Roll
(2001) Boys
(2002)
Pistes de Britney
Boys
(5) I Love Rock 'n' Roll
(7)
Anticipating est une chanson de l’artiste chanteuse américaine pop Britney Spears, sortie le 25 juin 2002 en tant que sixième et denier single de son troisième album studio, Britney. 

## Classements
| Charte (2002) | Meilleure Position |
| ------------- | ------------------ |
| Philippines   | 1                  |
| Brésil        | 37                 |
| France        | 38                 |
| Taïwan        | 4                  |